# Adventure World (Australie)
Adventure World est un parc d'attractions situé à Perth, en Australie Occidentale. Le parc a ouvert le 11 novembre 1982 sous le nom Edgley's Adventure World.
Michael Edgley International a créé et dirigé le parc depuis sa création jusqu'en décembre 1990. Depuis 1999, Omni Leisure Operations gère le parc. En 1999, LeisureWide Property Trust (propriétaire de 40 % des parts d'Omni Leisure Operations et détenue par Macquarie Bank) ne souhaites pas faire d'option d'achat pour Adventure World et, depuis 2000, c'est l'australien Steve Sicerich, qui en est devenu propriétaire.

## Attractions

### Montagnes russes
| Nom de l'attraction | Type                    | Constructeur | Année |
| ------------------- | ----------------------- | ------------ | ----- |
| Abyss               | Euro-Fighter            | Gerstlauer   | 2013  |
| Dragon Express      | Montagnes russes junior | Zamperla     | 2003  |

De 1991 à 2009, le parc avait un parcours de montagnes russes d'Anton Schwarzkopf nommé Turbo Mountain.

### Attractions aquatiques
- Aqua Super 6 Racer - Toboggan aquatique
- Bumper boats - Bateaux tamponneurs
- Kahuna Falls - Aire de jeu aquatique
- Kingdom Falls - Toboggan aquatique
- Paddle boat - Pédalos
- Rocky Mountain Rapids - Toboggan aquatique
- Speed Slides - Toboggan aquatique
- The Shotgun - Toboggan aquatique
- Tunnel of terror - Toboggan aquatique
- Water Moutain Mat Slides - Toboggan aquatique

### Autres attractions
- Aussie Wildlife experience - Zoo

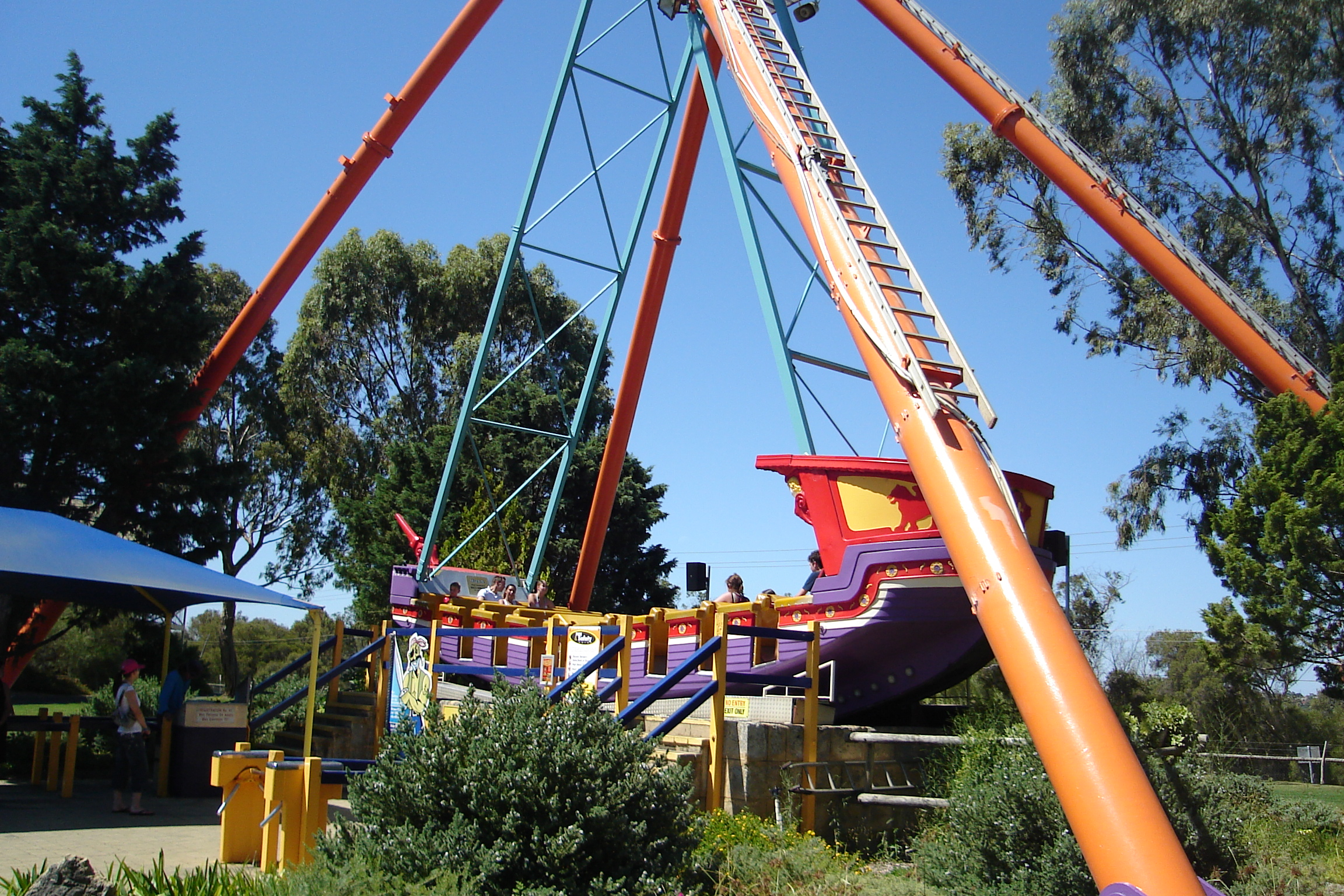
Bounty's Revenge

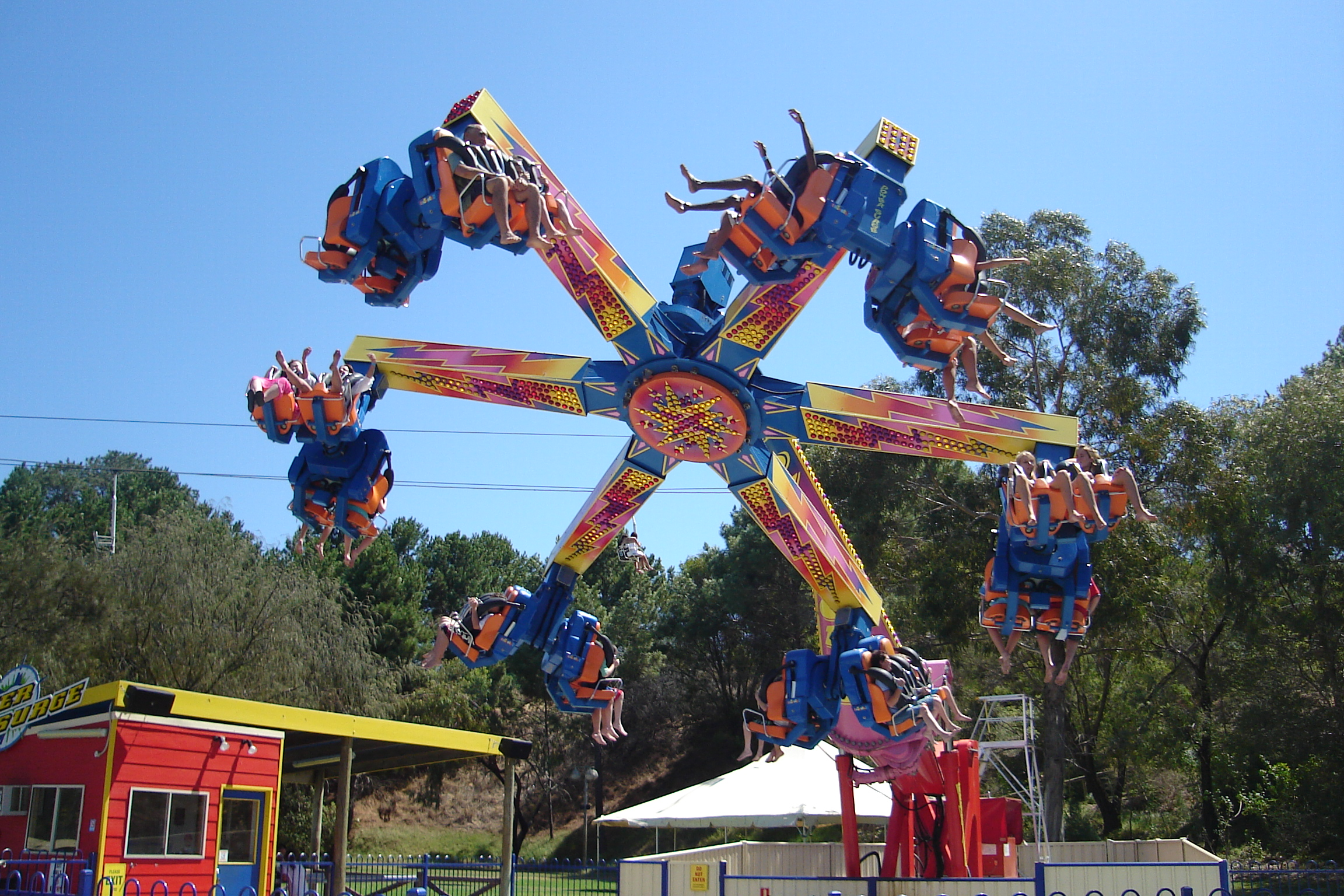
Power Surge

- Bounty's Revenge - Bateau à bascule
- Dragon Flyer - Manège avion
- Freefall - Tour de chute
- Grand Prix Race Track - Parcours de voitures de course
- Little leaper - Tour de chute junior
- Power Surge - Power Surge
- Rail Rider - Monorail à pédale
- Skylift - Télésiège
- The Barnacle - Rockin' Tug
- The Rampage - Top Spin
- Yarli's Safari - Parcours de jeeps
- Yarli's Barrel spin - Tasses